# Cryptocanthon montebello
Cryptocanthon montebello là một loài bọ cánh cứng trong họ Bọ hung (Scarabaeidae).